# 부천로
부천로(富川路)는 경기도 부천시 원미구 심곡동 부천북부역과 오정구 오정동을 잇는 도로이다. 오랫동안 중앙로라는 명칭으로 불리던 도로이다. 2011년 7월 29일부터 실시된 도로명새주소 안내를 위한 도로명 정비로 부천로라는 명칭으로 변경되었다. 의미는 경인선 전철역인 부천역의 명칭을 인용한 것이다.

## 특징[2]
옛 이름 중앙로에서 알 수 있듯이 이 도로를 중심으로 부천대성병원, 원미우체국, 원미구청, 경인일보 등 병원이나 관공서, 언론 기관 등이 많이 몰려있다. 1997년 8월에 현재 원미구청자리에 있던 부천시청이 중동으로 이전하기 전까지만 해도 시청이 이 도로 옆에 있었다.
부천역 북부광장부터 일직선으로 곧게 뻗은 이 도로의 양쪽에는 상가와 은행 등이 밀집되어 있다. 중동신도시와 상동신도시가 생기기 전에는 웨딩홀과 백화점, 극장 등이 밀집해 있어 부천시에서 가장 번화한 거리이기도 하다. 이렇게 밀집된 심곡동 일대를 구시가지라고 불린다. 하지만 실제로는 부천역일대라는 명칭으로 더 많이 불린다.

부천역에서 시작되는 도로이므로 전철이나 버스 등의 대중 교통을 이용하는 사람들이 드나드는 부천시 교통의 요지이며, 부천시의 시내버스 대부분을 운행하는 소신여객 본사가 이 근처에 있다. 지금도 부천역에 이마트와 지하상가가 위치하여 항상 사람들이 붐빈다.

## 역사
원래 이 도로는 오정구 내동(법정동명 신흥동)의 내촌사거리까지만 있었다. 그러다가 2005년에 내촌사거리와 오정동을 잇는 내촌고가가 개통되면서 오정동까지 연장되었다.
- 2009년 11월 12일 : 도로명을 중앙로로 결정[7]
- 2010년 4월 7일 : 도로 위치 예측에 철도역 명칭을 사용하기로 결정하면서 도로명을 부천역에서 따온 부천로로 변경[8]

## 경유지
부천역 북부광장 - 북부역사거리 - 심곡동 - 장말삼거리 - 복개천사거리 - 부천대성병원 - 북교사거리 - 원미어울마당 - 조마루사거리 - 춘의사거리(춘의역) - 도당동 - 도당사거리 - 내촌사거리 - 내촌고가 - 오정동
북부역사거리부터 내촌사거리까지 구간은 국도 제39호선의 일부이다.

## 사진

### 시설 및 도로

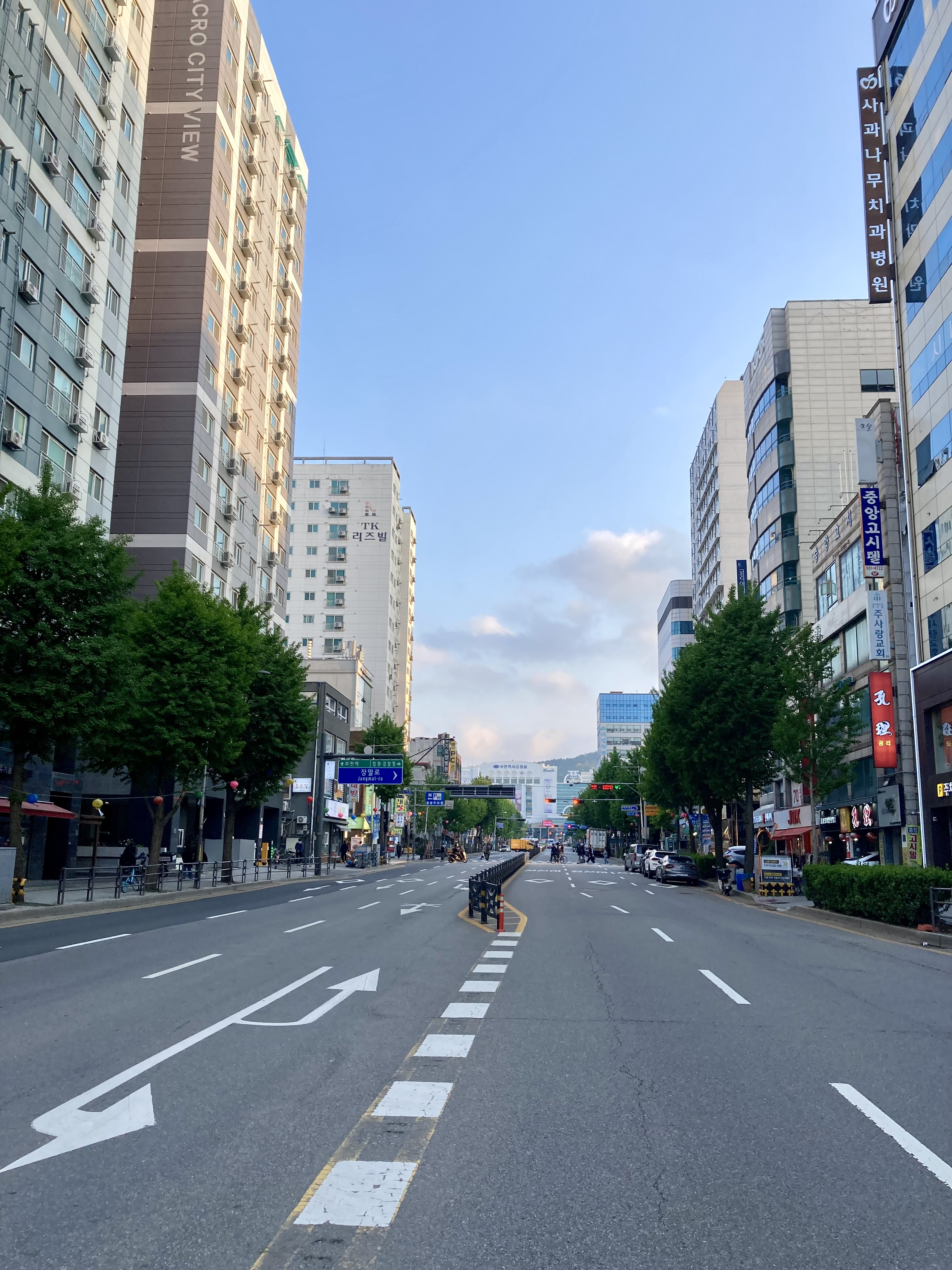
부천로 하행(부천역 방면)
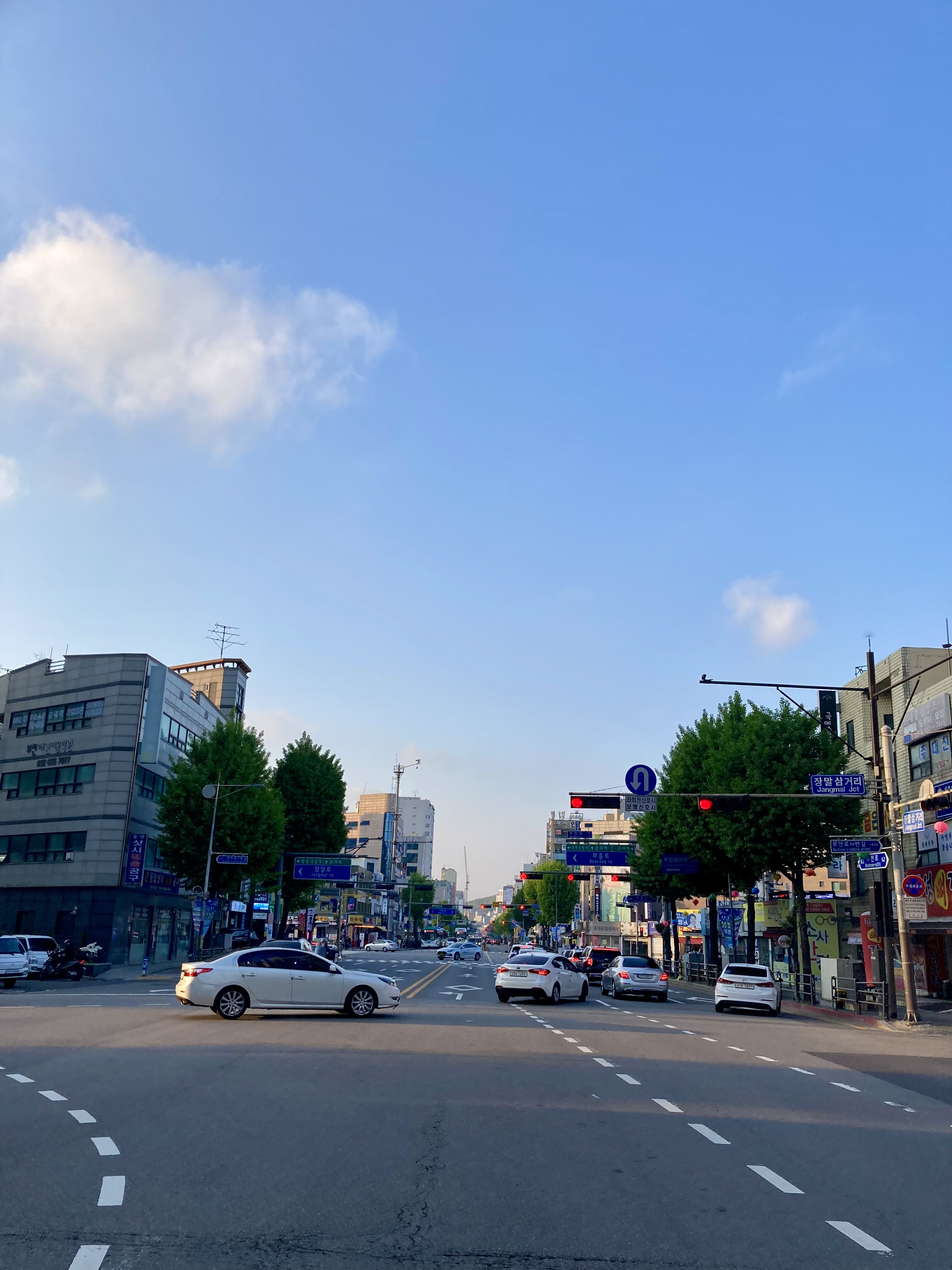
부천로 상행 부흥로, 장말로 방면
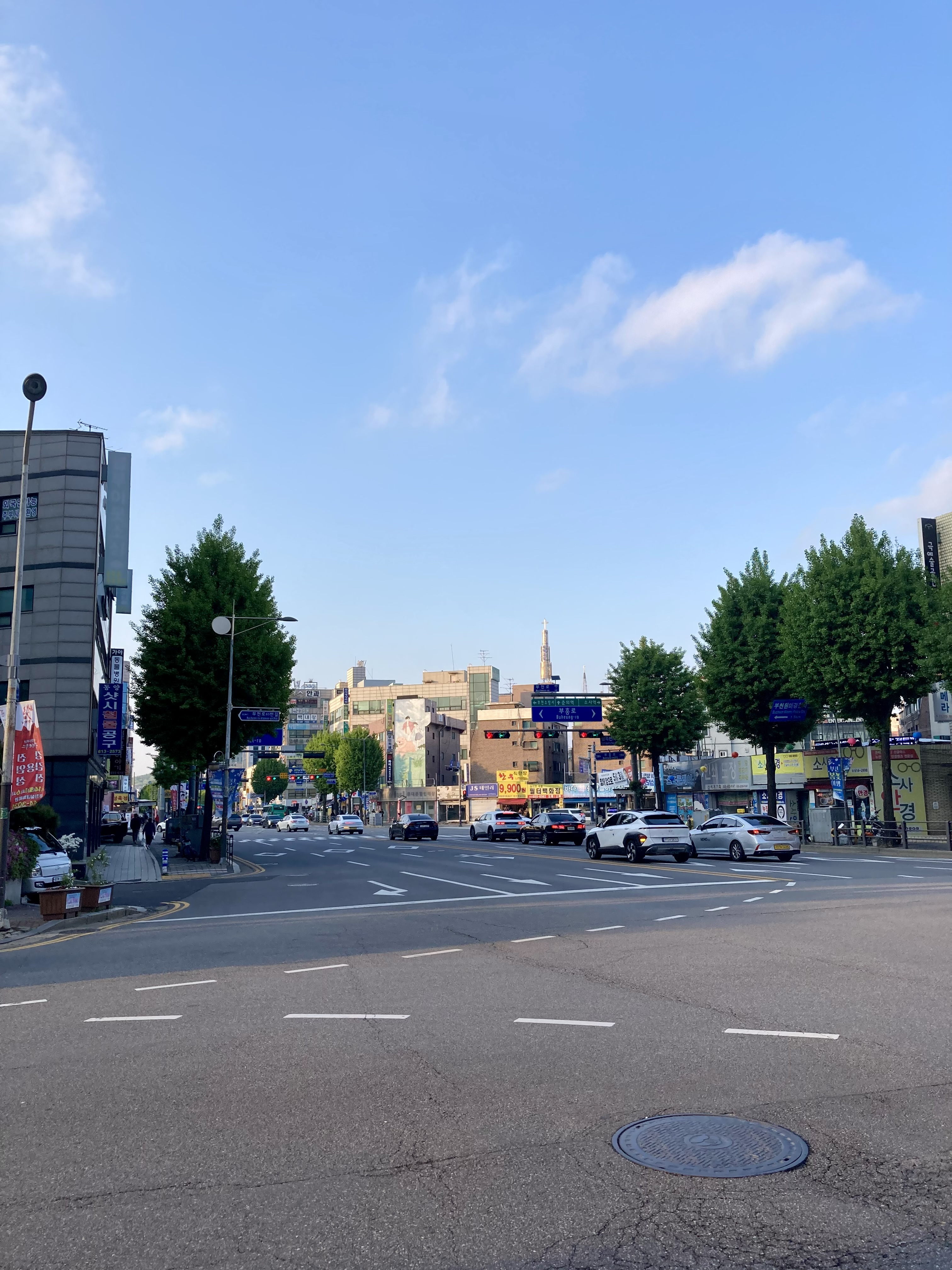
장말로 방면
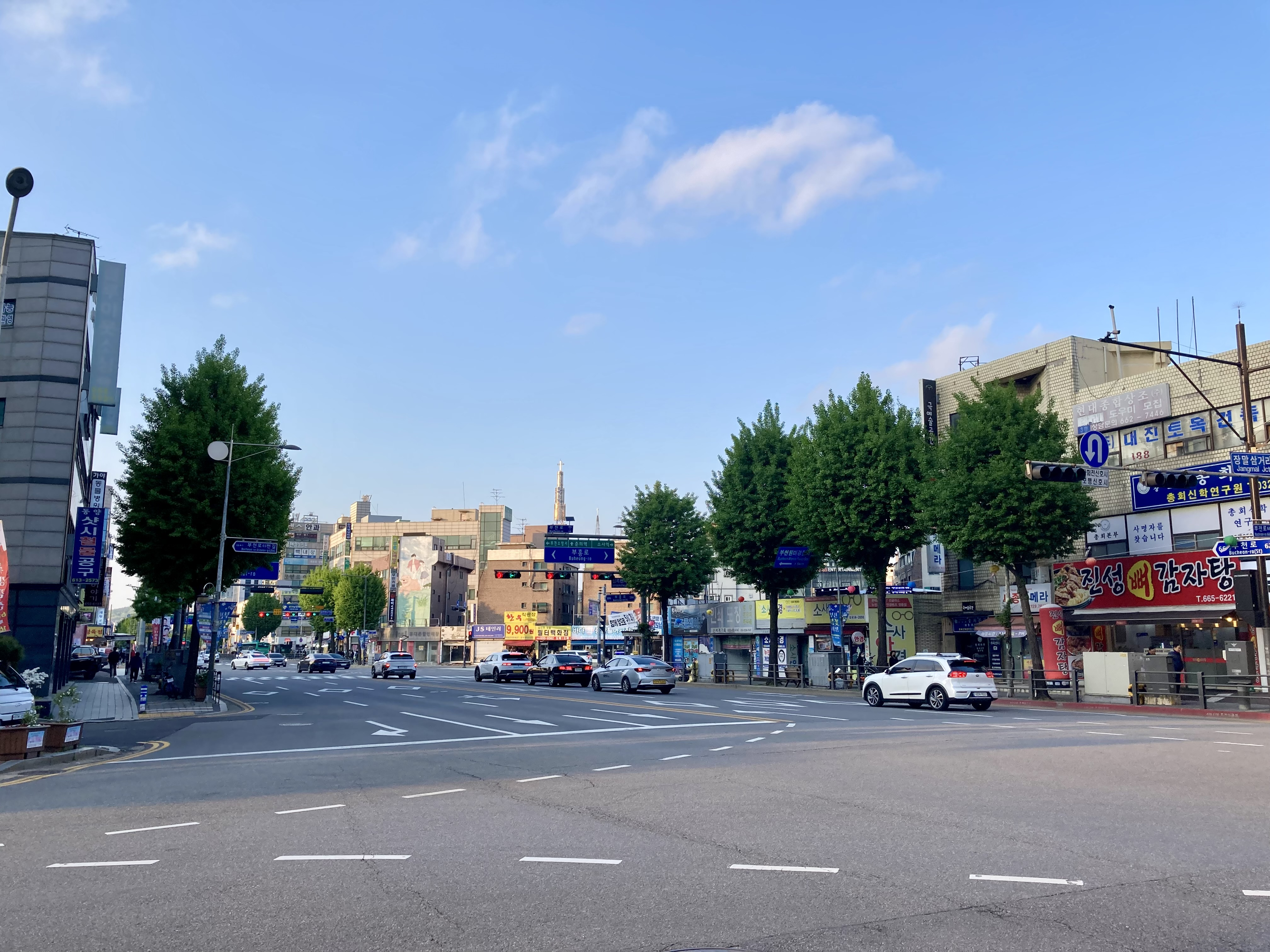
부흥로 방면
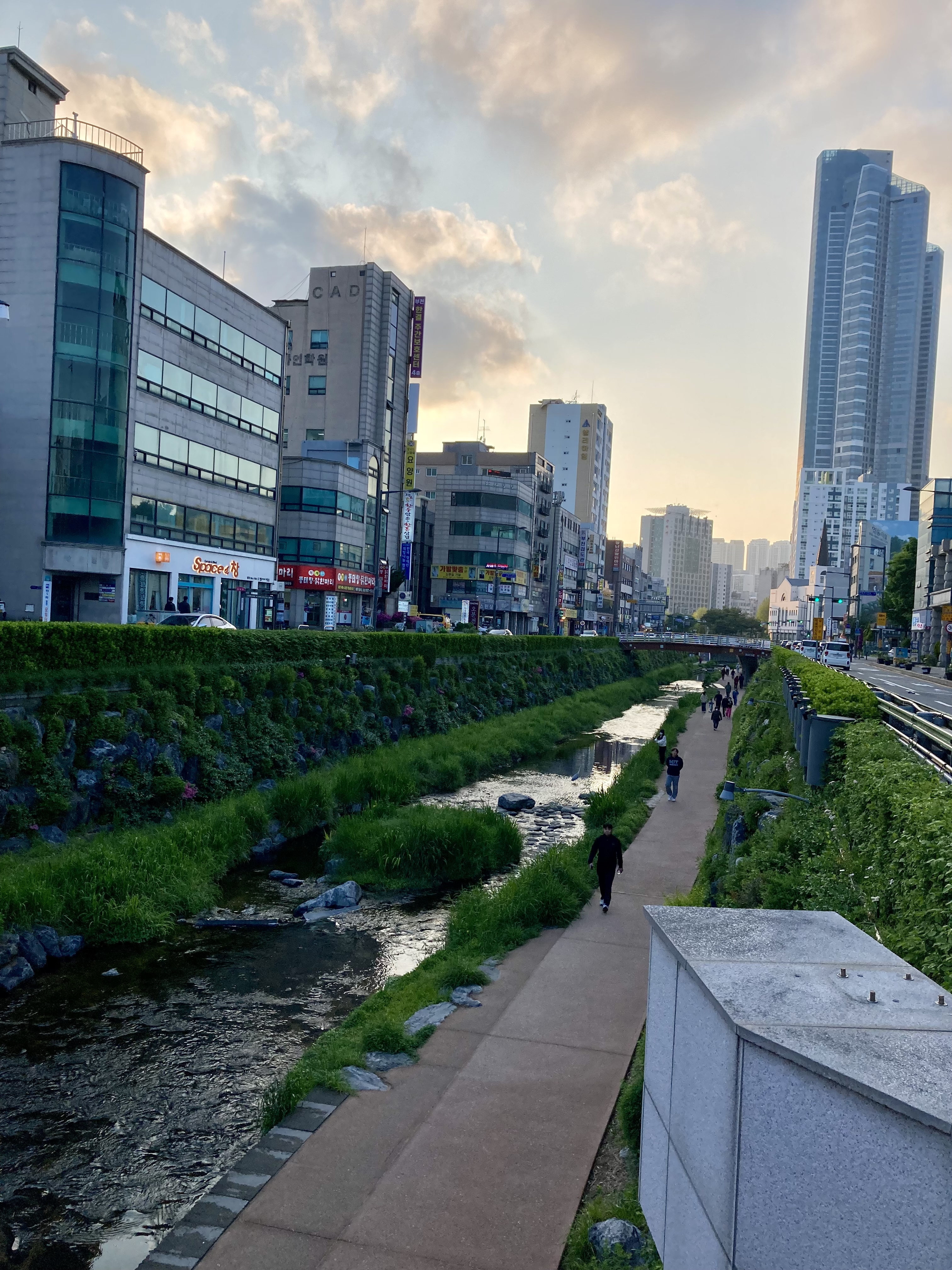
심곡천 서측
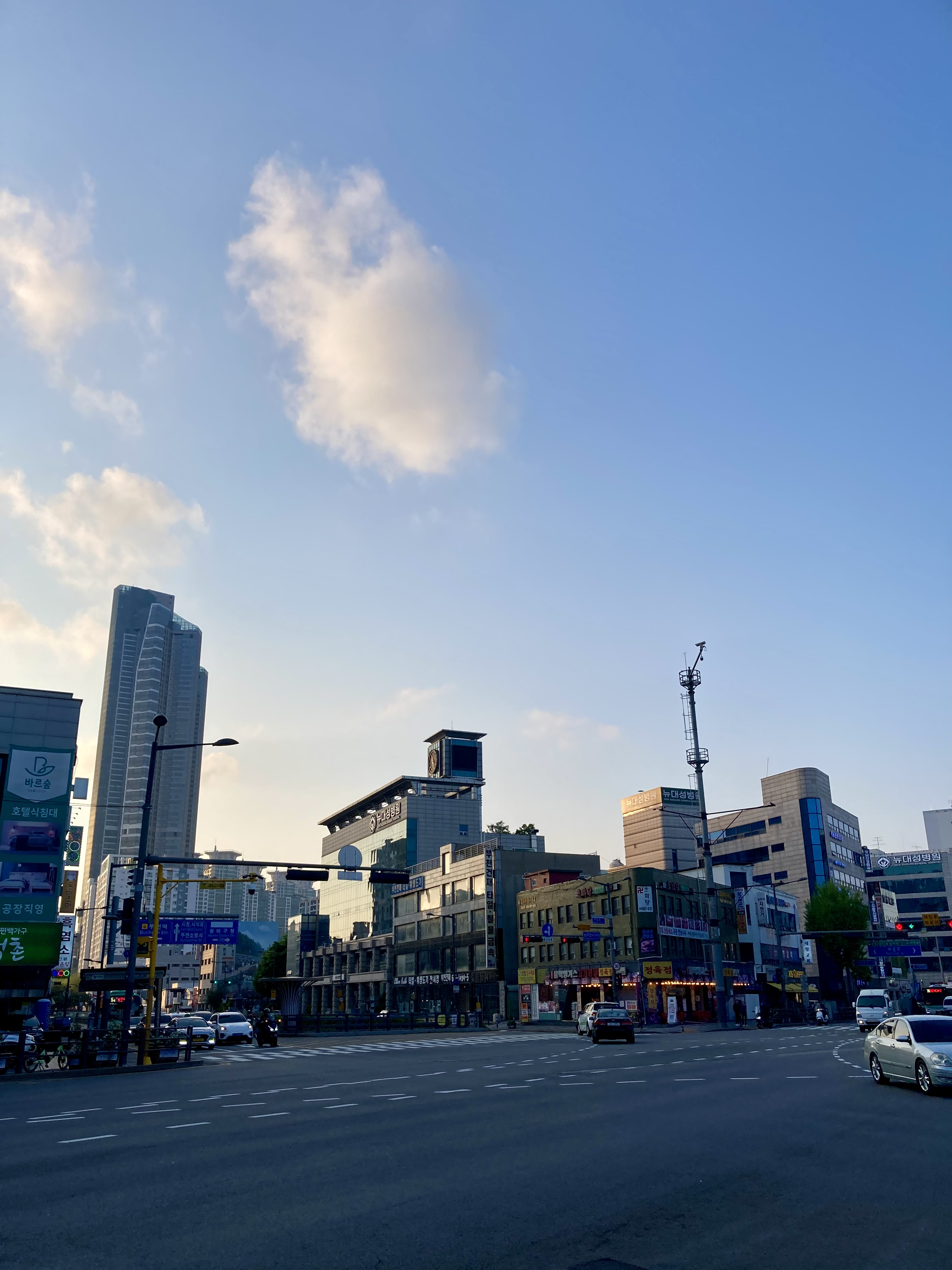
심곡천사거리
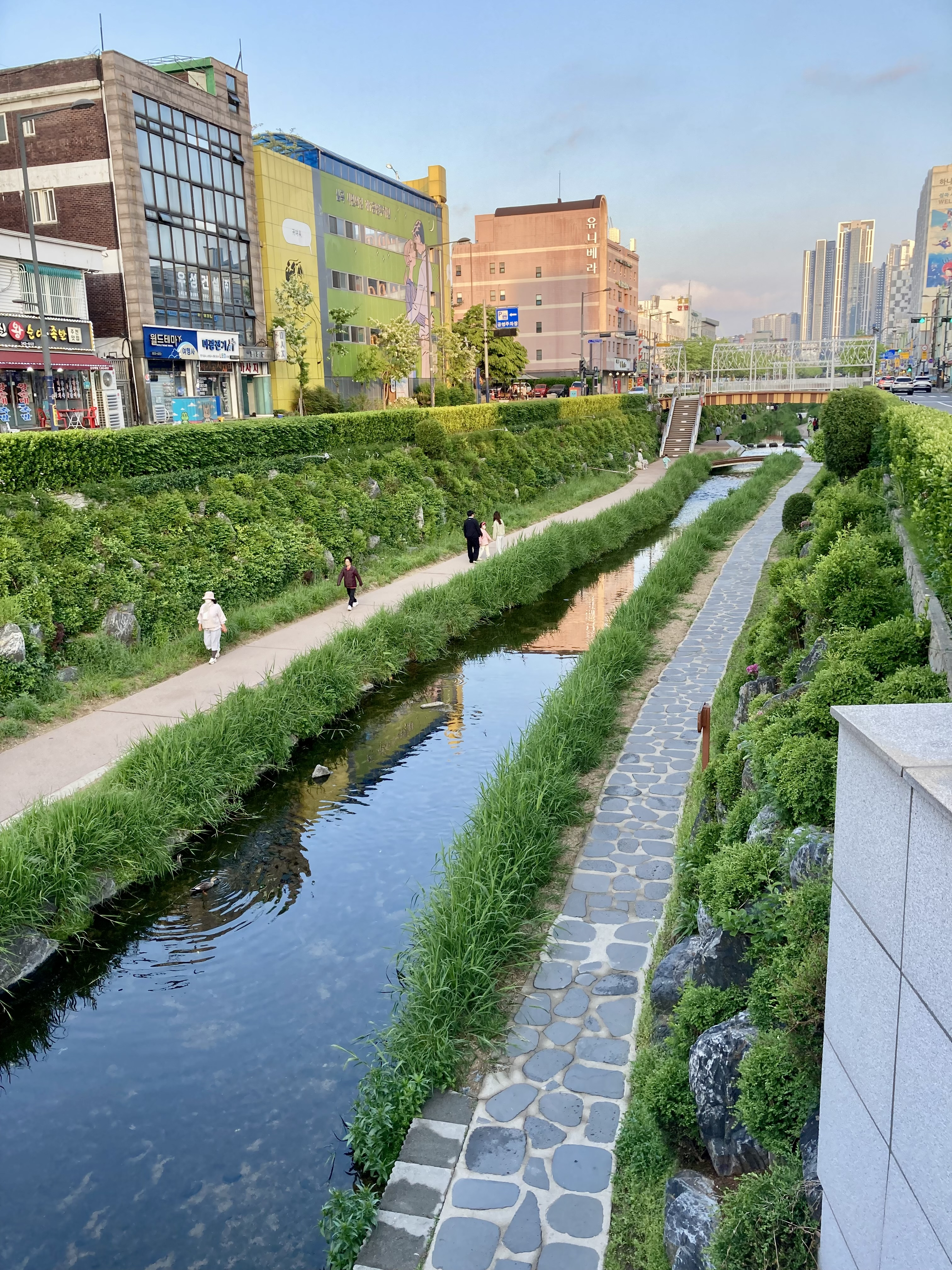
심곡천 동측

### 주요건물 및 시설

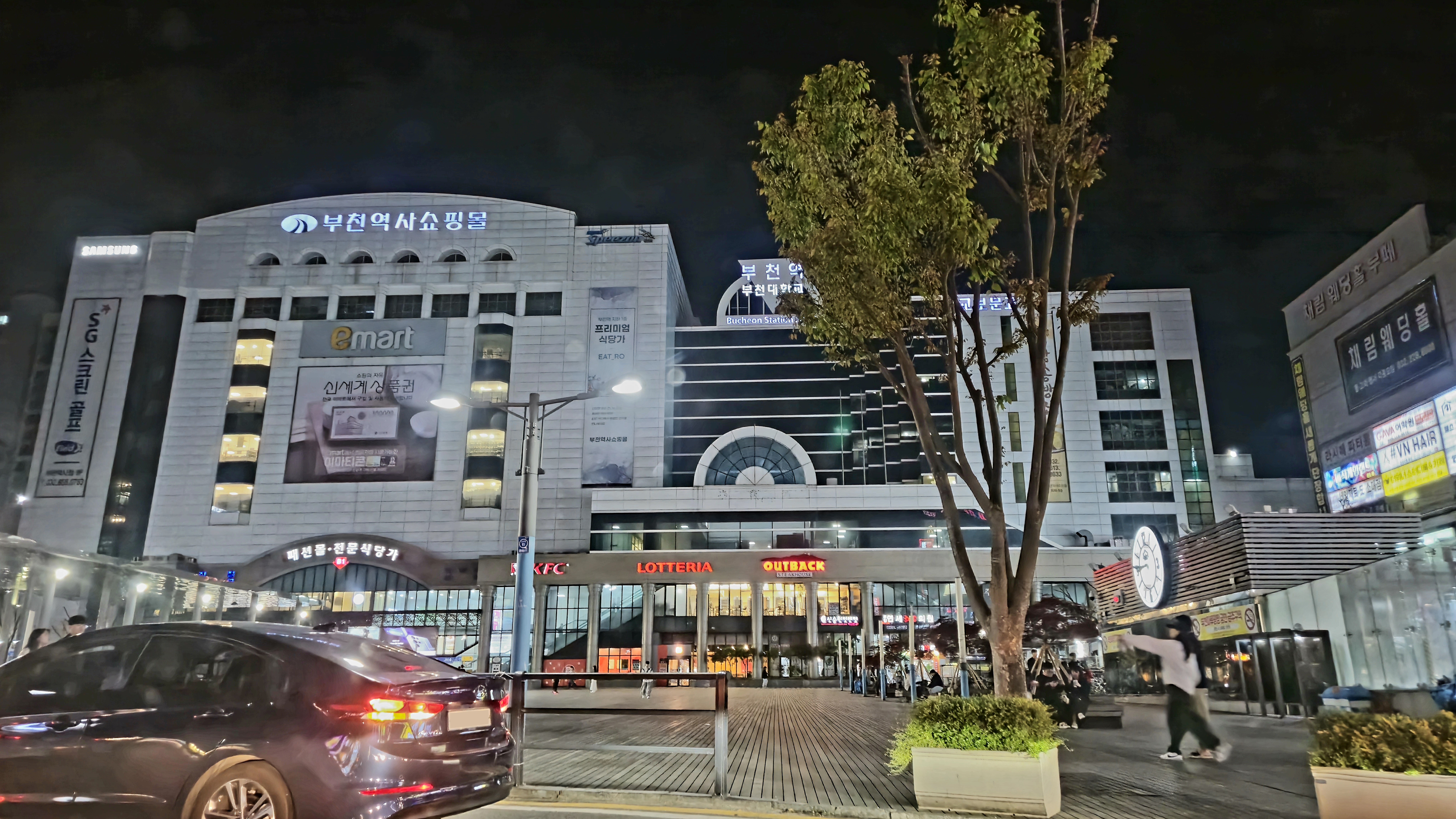
부천역 2025년 05월 야경 (부천로 1)
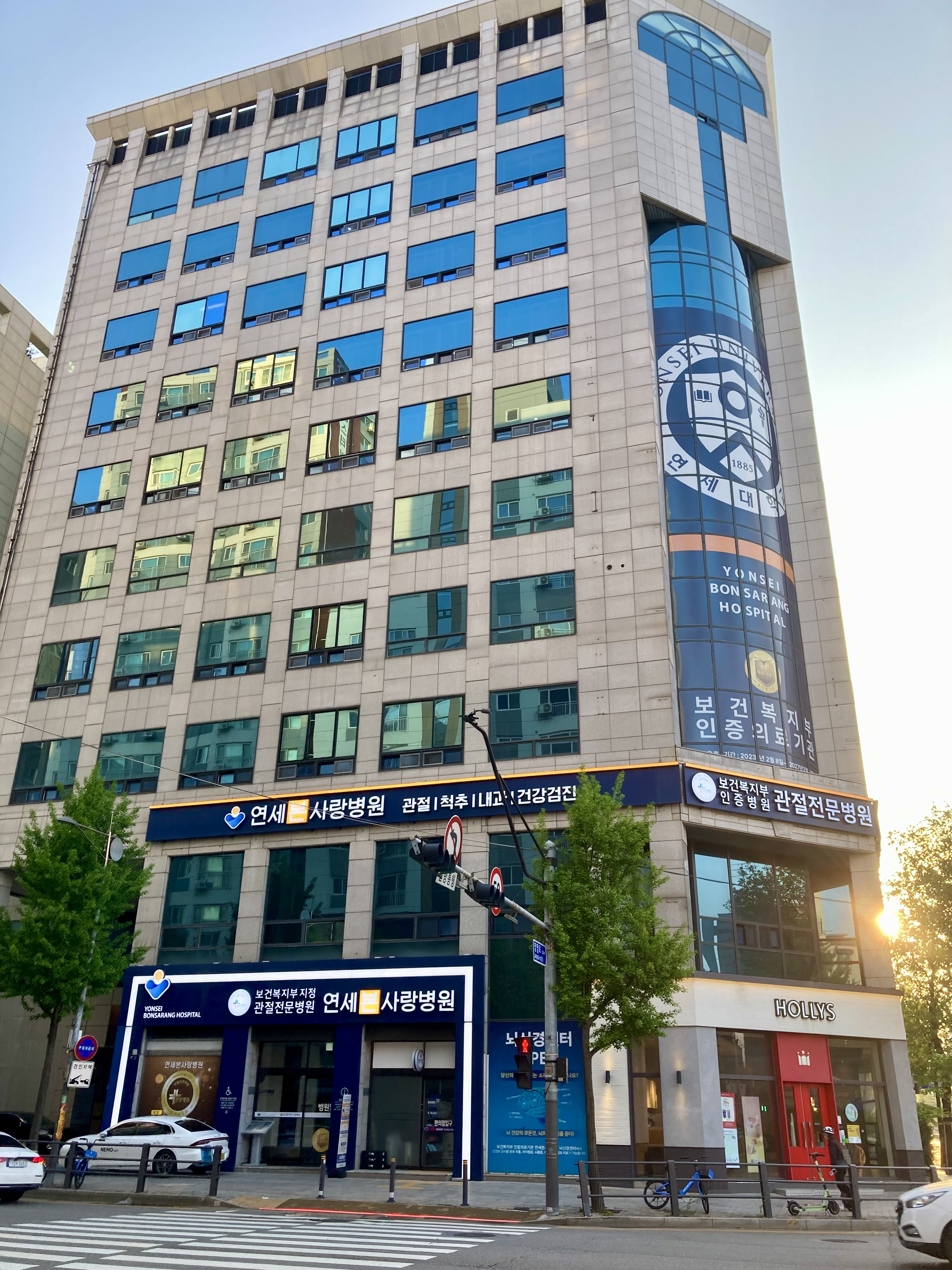
연세본사랑병원
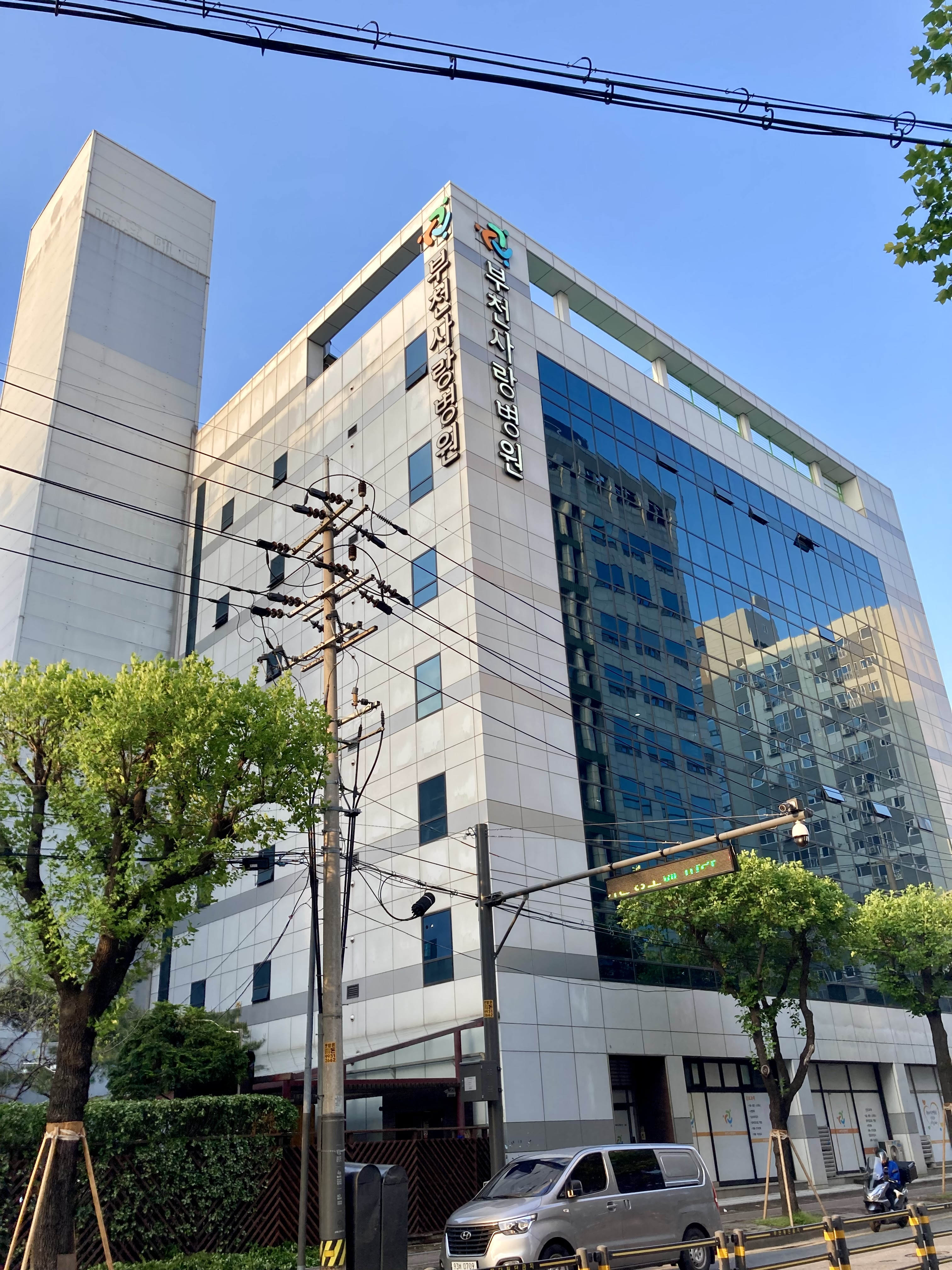
부천사랑병원
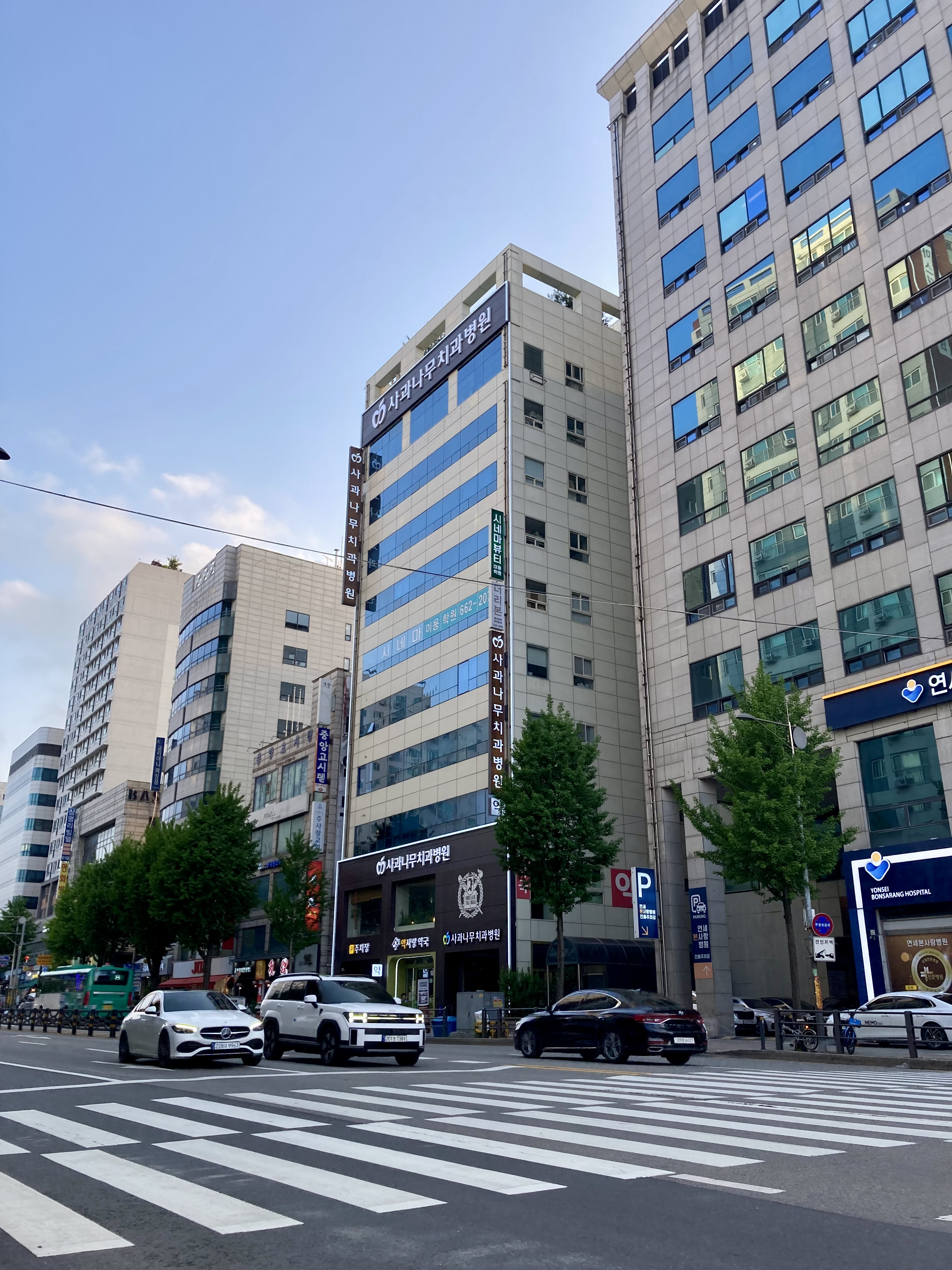
사과나무치과병원(부천로 57-1)
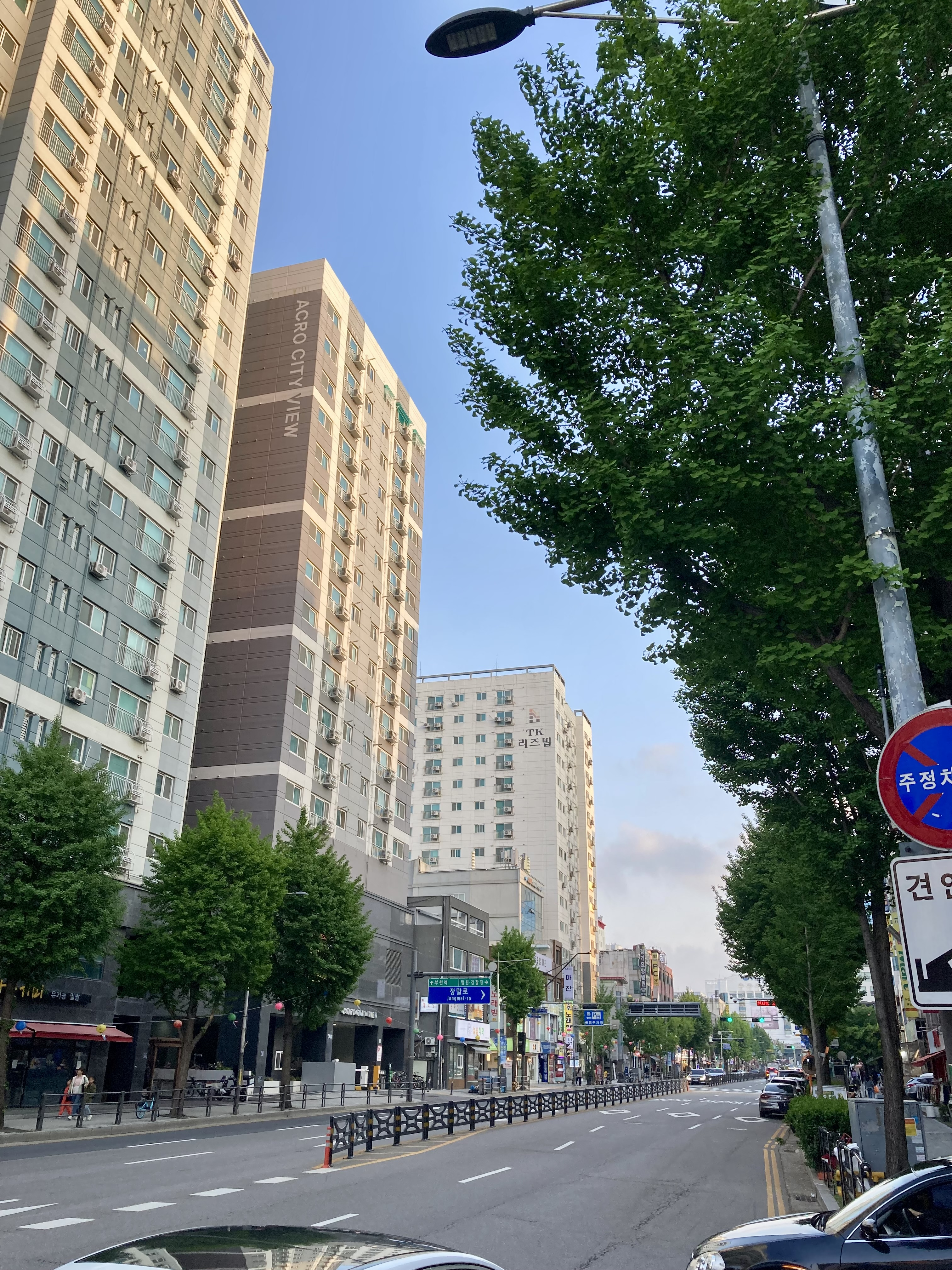
아크로시티뷰(부천로  56)
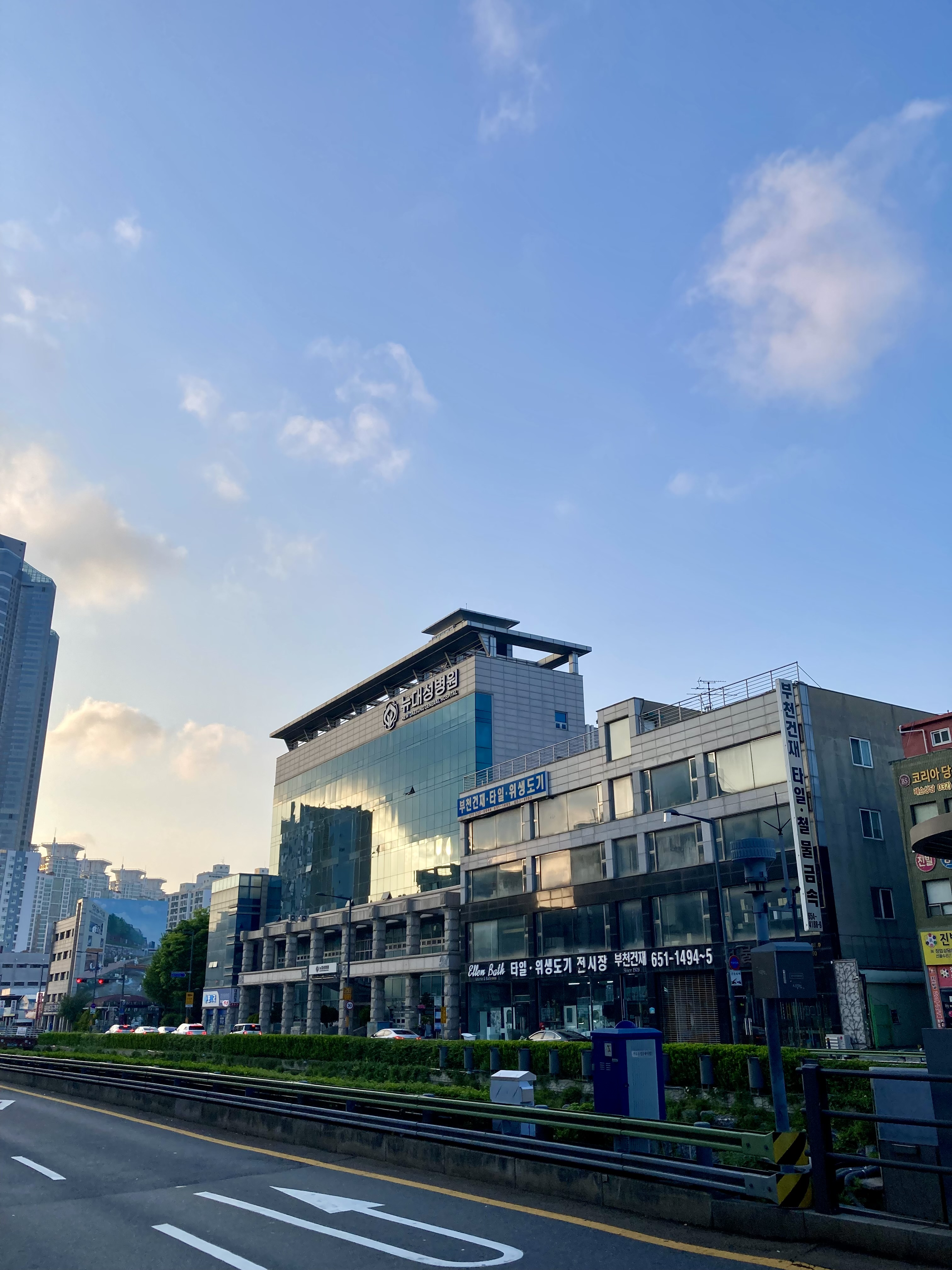
뉴대성병원(부천로 91)

- 부천역 (경기도 부천시 소사구 부천로 1)
- 부천대성병원 (경기도 부천시 원미구 부천로 91)
- 원미우체국 (경기도 부천시 원미구  부천로 118-1)
- 원미구청